# René Barande
René Barande (Illa 1892 - Perpinyà, 29 de març del 1976) va ser pedagog i, sobretot, un gravador sobre fusta d'anomenada.

## Biografia
Començà la seva carrera com a professor el 1920. Es dedicà al gravat xilogràfic, o gravat sobre fusta, que li donà un gran prestigi. Encara que fou autor de gran nombre d'il·lustracions per a revistes i llibres (entre els anys 1943 i 1971 tingué una llarga col·laboració com a il·lustrador de la revista nord-catalana La Tramontane), s'especialitzà en la realització d'exlibris, que li encomanaren bibliòfils d'arreu del món.